# スティーヴン・ホーキング
スティーヴン・ウィリアム・ホーキング(スティーブン・ホーキングとも記される)（英: Stephen William Hawking CH CBE FRS FRSA、1942年1月8日 - 2018年3月14日）は、イギリスの理論物理学者である。大英帝国勲章（CBE）受勲、FRS（王立協会フェロー）、FRSA（ロイヤル・ソサエティ・オブ・アーツフェロー）。
一般相対性理論と関わる分野で理論的研究を前進させ、1965年にブラックホールの特異点定理を発表し、世界的に有名になった。1971年には「宇宙創成直後に小さなブラックホールが多数発生する」とする理論を提唱、1974年には「ブラックホールは素粒子を放出することによってその勢力を弱め、やがて爆発により消滅する」とする理論（ホーキング放射）を発表、量子宇宙論という分野を形作ることになった。
また、一般人向けに現代の理論的宇宙論を平易に解説するサイエンス・ライターの才能も持ち合わせており、その著作群が各国で翻訳されており、これでも人々によく知られている（日本語版は『ホーキング、宇宙を語る』など）。
「車椅子の物理学者」としても知られる。1960年代、学生の頃に筋萎縮性側索硬化症（ALS）を発症したとされている。ALSは発症から5年程度で死に至る病であると考えられていたが、途中で進行が急に弱まり、発症から50年以上にわたり研究活動を続けた。晩年は意思伝達のためにアイトラッキングによる重度障害者用意思伝達装置を使用し、スピーチや会話はコンピュータプログラムによる合成音声で行っていた
。

## 業績
一般相対性理論が破綻する特異点の存在を証明した特異点定理をロジャー・ペンローズと共に発表した。
一般相対性理論と量子力学を結びつけた量子重力論を提示している。この帰結として、量子効果によってブラックホールから粒子が逃げ出すというホーキング放射の存在を予想している。
タイムトラベルが不可能であるとする「時間順序保護仮説」を提唱し、過去に行くことを許容する閉じた時間線が存在するためには場のエネルギーが無限大でなくてはならないとしている。

## 生涯

### 出生
父フランク（1905年 - 1986年）、母イゾベル（1915年 - 2013年）の間にオックスフォードで生まれた。両親は経済的には恵まれていなかったものの、父はオックスフォード大学で熱帯医学を学び、母も同大学でPPE（哲学・政治・経済の学際領域）を学んだ。第二次世界大戦の直前、ある医学研究所でフランクが医学研究者として、また同じ場所でイゾベルが秘書として働いていたことで二人は出会った。両親はハイゲイトで暮らしていたが、第二次世界大戦でロンドンは爆撃を受けていたため（ザ・ブリッツ）、おなかの子を安全に産むために母はオックスフォードに疎開して出産した。こうしてスティーヴンが誕生した。スティーヴンにはフィリッパとメアリーという2人の妹ができ、またエドワードという、養子縁組による兄弟もできた。

### 初等・中等教育
スティーヴンはバイロン・ハウス・スクールで初等教育を開始した。1950年に父フランクがナショナル・インスティテュート・フォー・メディカル・リサーチの寄生虫学部門の長となると、一家はセント・オールバンズに引っ越した。
スティーヴンはラドレット・スクールに1年通い、1952年からはセント・オールバンズ校（St Albans School）に通った。一家は教育を重視していた。父フランクはスティーヴンを評価の高いウェストミンスター・スクールに入れたがっていたが、当時13歳だったスティーヴンは奨学金のための試験の日に病気になり受験できず、家計の状況は奨学金無しで通わせるのは困難だったので、スティーヴンはそのままセント・オールバンズ校に通いつづけた。ただ、これで良かったこともあり、スティーヴンは仲の良い友人たちとボードゲームをしたり、花火を作ったり、模型飛行機やボートで遊ぶことができたし、またキリスト教やESPについて話し合うことができた。
1958年からは、数学教師ディクラン・タータの助けも借りて、この仲間たちは、時計部品、電話交換機、中古部品などを使って計算機を作った。学校では“アインシュタイン”として知られていたものの、元々は学問的にはさほど優れてはいなかった。
やがて、科学に適性があるところを見せ始め、数学教師のタータに鼓舞されて、スティーヴンは大学で数学を学ぼうと決意した。スティーヴンの父は、数学専攻で卒業した人には職が少ない、ということから、医学を学ぶことを勧めた。父は自分のアルマ・マータ（出身校）であるオックスフォード大学で息子が学ぶことを望んでいた。当時、オックスフォード大学では数学を選択できなかったので、スティーヴンは物理学と化学を学ぶことにした。1959年の試験を受け奨学金を獲得することに成功した。

### 大学
1959年10月に17歳でオックスフォード大学に入学した。最初の1年半、彼はうんざりさせられていて、孤独だった。というのは、他のほとんどの学生に比べて彼は若く、また大学の教育内容が「ばからしいほど簡単」と思えたからだった。
変化が訪れたのは第2学年と第3学年で、学生の一員になろうと努力するようになり、クラシック音楽とサイエンス・フィクション（SF）に興味を抱いている者たちのグループと交流するようになってからである。また、大学のボート部に参加しようと決意したことも状況を変える効果をもたらした。ボート部では、コックスという、漕ぎ手たちのリズムを整える役を務めた。ホーキングはオックスフォードの3年間で約1,000時間勉強したと見積もった。この感心できない学習習慣により最終試験は厳しいものとなり、彼は知識が必要な問題ではなく、理論物理学の問題だけに解答することにした。第一級優等学位は、彼が計画していたケンブリッジ大学の大学院で宇宙論の研究をするための受入条件だった。不安で彼は試験の前日あまり眠れず、最終試験の結果が第一級と第二級のボーダーライン上だったため、オックスフォードの試験官とのviva（口頭試問）が必要になった。
ホーキングは自分が怠惰で気難しい学生と見なされていると懸念した。そのため、計画を説明するようvivaで求められた時、彼は「もしあなた方が私に第一級を与えてくだされば、ケンブリッジに行くでしょう。もし第二級を受ければ、オックスフォードに残りますから、私に第一級をくださると思います」と言った。彼は自分が考えるより高く評価されていた。彼の物理の指導教員だったロバート・バーマンが評したように、試験官は「彼らの多くよりはるかに賢い人物と話していることを認識できるほどに理解力があった」。物理で優等学士学位の第一級を受け、友人とのイラン旅行を終えた後、彼は1962年10月にケンブリッジのトリニティ・ホールで大学院の研究を始めた。

### 大学院
ホーキングの博士課程1年目は困難だった。指導教官に、著名なヨークシャー出身の天文学者フレッド・ホイルでなく、現代宇宙論の開祖の一人であるデニス・ウィリアム・シアマが割り当てられたことを知り、初めは失望した。また一般相対性理論を研究するには数学の訓練が足りないことがわかった。運動ニューロン病と診断された後、ホーキングは鬱状態に陥った。主治医は学業を続けるよう助言したが、彼は意味がないと感じた。病気の進行は医師の予想より遅かった。ホーキングは支えなしで歩くのが困難になり、話しぶりはわかりにくくなったが、余命わずか2年という初期診断は杞憂に終わった。シアマに励まされ、彼は研究に戻った。ホーキングは、1964年6月の講演で、フレッド・ホイルと彼の学生ジャヤント・ナーリカーの研究に公に異議を唱えた時から、才気があり生意気であるという名声を築き始めた。
大学院で研究を始めた時、宇宙創生を解き明かす理論であるビッグバンと定常宇宙論について、物理学界では盛んな議論があった。ブラックホールの中央に時空の特異点があるというロジャー・ペンローズの定理に触発され、ホーキングは同じ考えを宇宙全体に応用した。そして、1965年の間、彼はこのトピックについての論文を書いた。ホーキングの論文は1966年に承認された。他にも前向きな動きがあった。ホーキングはケンブリッジのゴンヴィル・アンド・キーズ・カレッジの特別研究員の資格を得た。1966年3月に、一般相対性理論と宇宙論の専攻で、応用数学・理論物理学の博士号を得た。そして彼の小論「特異点と時空の幾何学」により、その年の権威あるアダムズ賞を受賞するという最高の栄誉をペンローズと共有した。

### 死去
2018年3月14日、イギリス東部・ケンブリッジの自宅で死去した。76歳没。葬儀は3月31日、ケンブリッジ大学にあるキリスト教会で行われ、追悼式が6月15日ロンドンのウェストミンスター寺院で執り行われた。博士は火葬され遺灰は、アイザック・ニュートンら著名な科学者の墓の近くに埋葬された。

## 略歴
- 1942年 - 戦時疎開先のオックスフォードで生まれる。
- 1950年 - ロンドン北部のハイゲートから、セント・オールバンズ市に引越す。
- 1959年 - オックスフォード大学、ユニバーシティカレッジ入学。ボート部に所属。
- 1962年 - オックスフォード大学卒業。ケンブリッジ大学大学院、応用数学・理論物理学科に入学。
- 1963年 - 検査で「筋萎縮性側索硬化症」と診断される。
- 1965年 - ジェーン・ワイルドと結婚する。ペンローズと共同で、「特異点定理」発表。
- 1966年 - ケンブリッジ大学トリニティー校で学位取得。博士論文の題目は Properties of expanding universes。 2017年10月に Web サイトにて公開された[17]。
- 1967年 - 論文「特異点と時空の幾何学」でアダムズ賞受賞。長男のロバート誕生。
- 1970年 - 長女のルーシー誕生。
- 1974年 - 「ブラックホールの蒸発理論」発表。ロンドン王立協会フェロー（FRS）に選出される。
- 1975年 - 業績を讃えられ、ローマ教皇庁から「ピウス11世メダル」を授与される[18]。
- 1977年 - ケンブリッジ大学の教授職を得る。
- 1979年 - ケンブリッジ大学、ルーカス教授職に就任。歴代任期四位がアイザック・ニュートンで五位が ホーキング 。次男・ティモシー誕生。
- 1983年 - ジェームズ・ハートルと共同で「無境界仮説」[19]発表。
- 1988年 - 『ホーキング、宇宙を語る』を出版。発行部数が全世界1000万部、日本110万部を超えるベストセラーになる。
- 1991年 - 「時間順序保護仮説」を提唱。ジェーン・ワイルドと離婚する。
- 1995年 - 看護師のエレイン・メイソンと再婚する。
- 2001年 - 東京大学安田講堂にて一般講演を行う。
- 2006年 - 香港にて一般講演を行う。
- 2007年 - アメリカ合衆国でのゼロ・グラビティー社の専用機「G-フォースワン」に搭乗し、車いすから離れ無重力体験を行う。
- 2009年 - ケンブリッジ大学の教員退職規定により9月の学年末に大学を退任。退任後もケンブリッジ大学に留まり、応用数学と理論物理学部の研究責任者を務め、研究活動を続けるという。大統領自由勲章叙勲。
- 2011年 - エレイン・メイソンと離婚する。
- 2016年 - ロシアの富豪でベンチャー投資家のユーリ・ミルナーと共に、アルファ・ケンタウリまでレーザー推進の小型探査機を送るスターショット計画を発表。
- 2018年 - 76歳で、ケンブリッジ大学近くの自宅にて死去。

## 主張
- 前述のとおり、時間順序保護仮説によって過去に戻るタイムマシンは不可能という立場をとっている。これは「我々の時代に未来からの観光客が押し寄せたことはない」ことからも裏付けられるとしている。タイムマシンが将来的にできるかどうかに関しては「私は誰とも賭けをしないだろう」とした。その理由について、「賭けの相手は（もし本当にタイムマシンが作られるならそれを使って）不公平にも未来を知っているかもしれないから」としている[20]。
- 2010年4月25日にアメリカのディスカバリーチャンネルのテレビ番組にて、クリストファー・コロンブスがアメリカ大陸に到着した時、資源を使い切った彼によってアメリカ先住民が征服されたことを引き合いに出し、人類と宇宙人との接触は人類にとってよい結果をもたらさない、として宇宙人とのコンタクトを試みるべきではないと主張した[21]。2017年に中国にある世界最大の500メートル球面電波望遠鏡が初めて宇宙からの信号らしきものを受信したと伝えられた際は「応答するな！応答するな！応答するな！」と厳しい警告を発していた[22]。
- 2010年9月7日に刊行された新刊書『ホーキング、宇宙と人間を語る』[23]で、量子力学に重力の理論を組み合わせた最新の研究成果から、偶然の一致に見える現象は「創造主なしで説明は可能」、「宇宙誕生に神は不要」と主張し、宗教界から批判を浴びた[24]。
- 「AIは人類にとって最悪、もしくは最良の結果をもたらす可能性がある」「人工知能の開発は人類の終わりを意味するかもしれない」と述べるなど人工知能の危険性を頻繁に語っていた[25][26]。

## 宗教観

### 神の心
著書『ホーキング、宇宙を語る』（"A Brief History of Time"の日本語版）で「統一理論はそれ自身の存在をもたらすほど説得力があるのだろうか」と問いかけ、「もし完全な理論を発見すれば、それは人間の理性の究極の勝利となるだろう。そのとき我々は神の心を知ることになるはずだから」と述べている。
この点について、El Mundoという新聞のインタビューに対して、ホーキング博士は下記のように回答している。
科学が理解される以前は、神が宇宙を創造したと考えるのが自然であった。しかし、現代では科学がより説得力のある説明をする。私が「神の心を知ることができる」と言ったのは、もし神が存在するならば、神が知っているであろうことをすべて知ることができる、という意味です。私は無神論者である。

### 死後の世界
2011年5月には、人間の脳について「部品が壊れた際に機能を止めるコンピューターと見なしている」とし、「壊れたコンピューターにとって天国も死後の世界もない。それらは闇を恐れる人の架空のおとぎ話だ」と否定的な見解を述べ、改めて宗教界との認識の溝を示した。
しかし、前述のロジャー・ペンローズのように完全には死後の世界を否定しておらず、むしろ肯定的な人間とも仕事をすることはある。それについてホーキングは、「あくまで私の中の主張」と注釈を述べている。

## 逸話
- 他の科学者と賭けをし、「はくちょう座X-1にブラックホールは含まれない」「ヒッグス粒子は発見できない」など、自説にとって望まれない方に賭けることがある。これは彼流の“保険”で、自分が望まない結果が出ても賭けには勝ったという慰めを得るためであるという[30]。なお先述の2つの賭けについてホーキングは負けを認め、賭け金を支払っている[30][31]。
- サイエンスフィクション（SF）を好み、実際にアメリカのSFテレビドラマ『新スタートレック』に本人のホログラムイメージ役で出演の経験がある（第6シーズン26話「ボーグ変質の謎（前編）」）[32]。マット・グレイニング制作のアニメ『フューチュラマ』の長編第2作や『ザ・シンプソンズ』にも出演している（第10シーズン22話ほか）[33]。また、モンティ・パイソンのライブ『モンティ・パイソン 復活ライブ!』の客席にも招かれている。
- 自身が死去した3月14日は、偶然にもアルベルト・アインシュタインの誕生日と同一であった。

## 著作物

### 原著
- Hawking, Stephen (1988). A brief History of Time. Bantam Dell Publishing Group
- Hawking, Stephen (1993). Black Holes and Baby Universes and Other Essays. Bantam Dell Publishing Group
- Hawking, Stephen (2001). The Universe in a Nutshell. Bantam Spectra
- Hawking, Stephen (2002). On The Shoulders of Giants. Running Press
- Hawking, Stephen (2005). God Created the Integers. Running Press
- Hawking, Stephen; Mlodinow, Leonard (2010). The Grand Design. New York: Bantam Books. ISBN 978-0553805376

### 日本語訳書
- スティーヴン・ホーキング 著、林一 訳『ホーキング、宇宙を語る』アーティストハウスパプリッシャーズ、1989年。ISBN 4-15-203401-7。 (A BRIEF HISTORY OF TIMEの翻訳）
- スティーヴン・ホーキング 著、佐藤勝彦解説・監 訳『時間順序保護仮説』NTT出版、1991年。ISBN 4-87188-150-4。
- スティーヴン・ホーキング; ロジャー・ペンローズ 著、林一 訳『ホーキングペンローズが語る時空の本質』早川書房、1997年。ISBN 4-15-208076-0。
- スティーヴン・ホーキング 著、佐藤勝彦 訳『ホーキング、未来を語る』（普及）アーティストハウスパプリッシャーズ、2004年。ISBN 4-04-898165-X。（The Universe in a Nutshellの翻訳）
- スティーヴン・ホーキング; レナード・ムロディナウ 著、佐藤勝彦 訳『ホーキング、宇宙のすべてを語る』ランダムハウス講談社、2005年。ISBN 4-270-00097-X。
- スティーヴン・ホーキング; ルーシー・ホーキング 著、さくまゆみこ 訳『宇宙への秘密の鍵』岩崎書店〈ホーキング博士のスペース・アドベンチャー〉、2008年。ISBN 4-265-82011-5。
- スティーヴン・ホーキング; ルーシー・ホーキング 著、さくまゆみこ 訳『宇宙に秘められた謎』岩崎書店〈ホーキング博士のスペース・アドベンチャー〉、2009年。ISBN 9784265820122。
- スティーヴン・ホーキング; レナード・ムロディナウ（英語版） 著、佐藤勝彦 訳『ホーキング、宇宙と人間を語る』エクスナレッジ、2010年。ISBN 4767810442。
- スティーヴン・ホーキング; ルーシー・ホーキング（英語版） 著、さくまゆみこ 訳『宇宙の誕生・ビッグバンへの旅』岩崎書店〈ホーキング博士のスペース・アドベンチャー〉、2011年。ISBN 4265820131。
- スティーヴン・ホーキング 著、佐藤勝彦、池央耿 訳『ホーキング、自らを語る』あすなろ書房、2014年。ISBN 9784751527511。
- スティーヴン・ホーキング; トマス・ハートッホ; 佐藤勝彦; 白水徹也『ホーキング、最後に語る－－多宇宙をめぐる博士のメッセージ』早川書房、2018年。ISBN 9784152097880。
- スティーヴン・ホーキング 著、青木薫 訳『ビッグ・クエスチョン <人類の難問>に答えよう』NHK出版、2019年。ISBN 9784140817735。
- スティーヴン・ホーキング; ジョージ・エリス 著、富岡 竜太、鵜沼 豊、クストディオ D. ヤンカルロス J. 訳『時空の大域的構造』プレアデス出版、2019年。ISBN 9784903814940。

## 主な受賞歴
- アダムズ賞（1966年）
- ピウス11世メダル（1975年）[34]
- エディントン・メダル（1975年)
- ハイネマン賞数理物理学部門（1976年）
- ヒューズ・メダル（1976年）
- アルベルト・アインシュタイン賞（1978年）
- アルベルト・アインシュタイン・メダル（1979年）
- フランクリン・メダル（1981年）
- 王立天文学会ゴールドメダル（1985年）
- ポール・ディラック賞（1987年）
- ウルフ賞物理学部門（1988年）
- アストゥリアス皇太子賞平和部門（1989年）
- マルセル・グロスマン賞（1992年）
- リリエンフェルト賞（1996年）
- アルバート・メダル（1999年）
- オスカル・クラインメダル（2003年）
- コプリ・メダル（2006年）
- 基礎物理学ブレイクスルー賞特別賞（2012年）

## 関連作品
- 『ホーキング』 (Hawking) - ベネディクト・カンバーバッチ主演の2004年のドラマ（DVD化されている）で、難病におかされつつ量子宇宙論に貢献したケンブリッジ大学の博士課程時代を描いている。
- 映画『博士と彼女のセオリー』 (The Theory of Everything) - 2014年に公開され、エディ・レッドメインがホーキングを演じ、最初の妻ジェーンとの出会いから別れまでを中心に描いている。